# Montgaillard-de-Salies
Montgaillard-de-Salies település Franciaországban, Haute-Garonne megyében. Lakosainak száma 106 fő (2022. január 1.). Montgaillard-de-Salies Castelbiague, Figarol, His, Mane, Montastruc-de-Salies és Saleich községekkel határos.

## Népesség
A település népességének változása:
| Lakosok száma | 162  | 134  | 118  | 102  | 102  | 101  | 103  | 104  | 105  | 106  |
|               | 1968 | 1982 | 1990 | 2006 | 2013 | 2015 | 2017 | 2019 | 2020 | 2022 |